# Rubén Figueroa Figueroa
Rubén Figueroa Figueroa (Escuchapa, Guerrero, 9 de noviembre de 1908-Ciudad de México; 18 de marzo de 1991) fue un ingeniero y político mexicano, miembro del Partido Revolucionario Institucional, que ocupó distintos cargos políticos, como el de Senador de la República y Gobernador Constitucional del Estado de Guerrero entre 1975 y 1981.
Rubén Figueroa Figueroa fue sobrino de Francisco Figueroa Mata destacado profesor y político, e hijo de Nicasio Figueroa Fuentes (cuidador de chivos)  y Eufemia Figueroa Mata. Nicasio, hermano de Odilón Figueroa Fuentes personaje de la revolución mexicana y Eufemia Hermana de Francisco, Rómulo y Ambrosio Figueroa Mata. Residió durante su juventud en Ciudad de México donde cursó sus estudios y al mismo tiempo ejerció empleos en bibliotecas hasta que a los 25 años se graduó como Ingeniero Topógrafo. Dedicó por un tiempo su trabajo en la Comisión Agraria Mixta de Obras Públicas de Guerrero, así como también, el cargo de ingeniero en las Secretarias de Salubridad y Comunicaciones. Fue uno de los permisionarios de transporte más poderosos del país, fundó empresas como Autotransportes Figueroa México-Acapulco y La Flecha Roja y asociaciones como la Alianza de Transportistas de la República Mexicana. Se desempeñó en cargos de Diputado Federal por la XXXVIII y XLVI Legislatura del Congreso de la Unión hasta convertirse en Senador de la República en la XLVIII Legislatura.
Para 1970, es nombrado Vocal Ejecutivo de la Comisión del Río Balsas y cuatro años más tarde es electo candidato del PRI, al Gobierno de Guerrero. El 30 de mayo de 1974, en plena campaña política, es secuestrado por el Partido de los Pobres, grupo guerrillero encabezado por Lucio Cabañas, luego de que previamente intentara apaciguarlos por sus movimientos de oposición, siendo rescatado hasta el 8 de septiembre por un operativo policiaco en un agitado enfrentamiento, aunque otras versiones sostienen que se pagó una respectiva fianza para su liberación. Con la muerte de Cabañas, para Figueroa la deuda no quedó saldada, ya que años después convirtió a Isabel la viuda de Lucio, en su trofeo de guerra. Luego de que interviniera para que ella, su hija y su suegra fueran liberadas del Campo Militar Número Uno, la hizo ir con engaños a su oficina y la atacó sexualmente. Para entonces Isabel tenía dieciséis años de edad. Meses después perdió el producto de su violación en un aborto natural.
Para abril de 1975, es electo Gobernador Constitucional del Estado de Guerrero, nombra a Carlos Acosta Viques como procurador de Justicia del Estado y el mayor Mario Arturo Acosta Chaparro (conocido por que en los 70, fue uno de los protagonistas de la Guerra Sucia contrainsurgente. En los 90, asesoró al gobernador en la matanza de Aguas Blancas. En el 2002 procesado por vínculos con el narco y luego exonerado. En 2008 condecorado por Calderón) asume la Dirección de Policía y Tránsito del puerto de Acapulco. Durante su mandato las instalaciones de esta institución se convertirían en otra cárcel clandestina más en el estado de Guerrero.
Durante su mandato, el Tigre de Huitzuco golpea sin respiro a la Universidad Autónoma de Guerrero. Además, al gobierno de Figueroa se le hace responsable de desapariciones forzadas de campesinos, activistas sociales, maestros y estudiantes, pues ordenó la detención de personas para someterlas a interrogatorios en los separos de la Dirección de Policía y Tránsito de Acapulco. Agentes del Ministerio Público acudían a conversar con los detenidos y determinar quiénes reunían los requisitos para otorgarles la amnistía. Si los detenidos no aceptaban la amnistía, eran transportados a la Base Militar de Pie de la Cuesta y una vez trasladados allá, eran ejecutados para posteriormente transportar sus cuerpos un lugar indefinido denominado la costa de Oaxaca. De esta forma, fueron ejecutadas o desaparecidas cerca de 1,500 personas.
Eduardo López Betancourt, procurador de Justicia y secretario general de Gobierno de Guerrero durante este periodo; confirmó el asesinato de numerosas personas, las cuales fueron arrojadas del mar. Se conformó un grupo constituido por exagentes de la policía judicial y militar que tenían la indicación de vengar insultos hacia el gobernador o detectar personas que habían tenido problemas con el ejército. 
Es recordado por su derroche millonario en obras y programas agropecuarios y por aumentar notablemente el clientelismo político.
Contrajo matrimonio con Lucía Alcocer con quien tuvo, entre otros hijos, a Rubén Figueroa Alcocer y Alfredo Figueroa Alcocer.
Falleció en 18 de marzo de 1991 a los 82 años de edad a causa de un cáncer broncogénico en la Ciudad de México, Distrito Federal, México. Sus restos descansan en el Panteón Jardín en el Ciudad de México.